# Bleach (film)
Bleach (ブリーチ?, Burīchi), conosciuto anche come Bleach: The Soul Reaper Agent Arc è un film del 2018 diretto da Shinsuke Sato.Live action giapponese prodotto da Warner Bros. basato sul manga omonimo di Tite Kubo. Il film vede come interprete principale Sōta Fukushi nella parte di Ichigo Kurosaki. È uscito nelle sale in Giappone il 20 luglio del 2018; ha avuto la sua prima internazionale nel Nord America il 23 luglio al Fantasia International Film Festival di Montréal. La pellicola è stata inoltre distribuita su Netflix a partire dal 14 settembre seguente.
Ha incassato al box office 448895200 ¥, pari a 4001919 $.

## Trama
Ichigo Kurosaki è un adolescente di Karakura Town che può vedere i fantasmi, un talento questo che gli permette di incontrare Rukia Kuchiki, una Shinigami (anima mietitrice) la cui missione è quella di condurre le anime dei morti dal mondo dei vivi fino alla "Soul Society" mentre combatte gli Hollow, mostruose anime perdute che possono danneggiare sia i fantasmi che gli umani. Quando Rukia viene gravemente ferita per difendere Ichigo e la sua famiglia da un Hollow che sta inseguendo, trasferisce i suoi poteri a Ichigo di modo che egli possa continuare a combattere al posto suo, mentre tenta di recuperare tutta la sua forza perduta. Ma Ichigo si ritrova ben presto immerso in una lotta oltre ogni immaginazione mentre si contende la vittoria sia con un paio di Shinigami inviati a recuperare Rukia contro la sua volontà sia con il mostruoso Hollow conosciuto come Grand Fisher.

## Produzione

### Cast
- Sōta Fukushi - Ichigo Kurosaki, uno studente delle scuole superiori che diventa un Mietitore di Anime dopo aver ricevuto i poteri da una Mietitrice ferita.
- Hana Sugisaki - Rukia Kuchiki, un'anima mietitrice che è costretta a rinunciare ai suoi poteri dopo essere stata ferita mentre era a caccia di un temibile Hollow denominato "Fishbone D".[9]
- Erina Mano - Orihime Inoue, compagno di classe di Ichigo.
- Ryō Yoshizawa - Uryū Ishida, un Quincy che è anch'egli un compagno di classe di Ichigo.
- Yu Koyanagi - Yasutora Sado, compagno di classe di Ichigo.
- Taichi Saotome - Renji Abarai, un tenente di Soul Reaper che viene inviato a recuperare Rukia.
- Miyavi - Byakuya Kuchiki, un Mietitore dell'Anima che è anche cognato di Rukia nonché Capitano dei Soul Reapers.[10]
- Seiichi Tanabe - Kisuke Urahara, il misterioso proprietario di Urahara Shop.
- Yōsuke Eguchi - Isshin Kurosaki, il padre di Ichigo.
- Masami Nagasawa - madre di Ichigo uccisa anni prima dall'Hollow Grand Fisher.[11]

## Accoglienza

### Incassi
Il 7 agosto 2018, Bleach ha incassato 448895200 ¥ (ovvero 4040461 $) in Giappone. Arrivato al quarto posto tra i successi al bottegino nel weekend d'esordio, il film ha incassato almeno 135 milioni di yen nel periodo tra venerdì e domenica. Nel periodo del secondo weekend, è retrocesso al quinto posto, e ha incassato 64199600 ¥ aggiuntivi. Nel terzo weekend, Bleach è uscita dalla Top 10, e ha guadagnato 23459400 ¥ aggiuntivi.

### Critica
Secondo le recensioni aggregate sul sito Rotten Tomatoes, l'80% dei critici hanno accolto il film positivamente in base a 5 recensioni, con un punteggio medio di 6.12 su 10. Justine Smith di SciFiNow gli ha dato una recensione positiva ritenendo che "sebbene fatto apposta per un fanbase delicato, uno dei migliori aspetti di Bleach è che, al contrario di adattamenti live-action degli anime altrettanto recenti, questo mostra la sua mitologia in modo consistente per i novizi". Mark Schilling lo ha recensito per la pubblicazione The Japan Times dandogli un punteggio di 3 stelle su 5, e ha concluso che il film segue fedelmente la mitologia dell'opera originale per i fan affezionati, ma la semplifica anche perché lo capiscano anche quelli che non sanno nulla della serie animata.
D'altra parte, Rob Hunter da Film School Rejects ne ha criticato la narrativa della storia, soprattutto in termini di Rukia, la protagonista femminile, ridotta a un personaggio di supporto per il protagonista maschile. Inoltre, pur lodando la performance di Sugisaki, l'attrice che ha interpretato Rukia, ne ha criticato il fatto che l'attrice abbia ricevuto un ruolo minore per il film.